# Ar (Abegondo)
Ar es una aldea española situada en la parroquia de Montouto, del municipio de Abegondo, en la provincia de La Coruña, Galicia.

## Demografía
| Gráfica de evolución demográfica de Ar entre 1999 y 2018 |
|                                                          |
| Datos según el nomenclátor publicado por el INE.         |